# Karl Ludwig Johann D'Ester

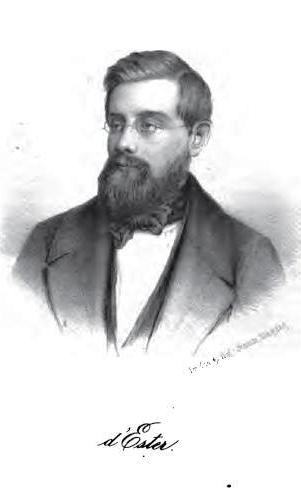
Karl Ludwig Johann D'Ester

Karl Ludwig Johann d'Ester nasceu em 1813. Ele era médico por vocação e democrata e socialista por filosofia. Por causa das suas crenças, d'Ester ingressou no ramo de Colónia da Liga Comunista . Em 1848, foi eleito deputado à Assembleia Nacional da Prússia, onde se reuniu com os deputados de esquerda dessa assembleia. Em outubro de 1848, d'Ester tornou-se membro do Comité Central dos Democratas Alemães. D'Ester desempenhou um papel importante na revolta de Baden-Palatinado em 1849. Após a supressão dessa revolta, d'Ester emigrou para a Suíça. Ele morreu em 1859.